# Tito Carpi
Tito Carpi (Firenze, 7 giugno 1925 – Roma, 3 luglio 1997) è stato uno sceneggiatore italiano.

## Biografia
Dall'inizio degli anni sessanta fino ai primi anni dei novanta lavorò a oltre un centinaio di pellicole, fra i quali molti film celebri del cinema di genere italiano, dalla Commedia all'italiana agli spaghetti western. Fra i nomi usati per filmare le sue sceneggiature figuravano: Titus Carpenter, Robert Gold e Mathias Mc Donald.

## Filmografia
- Ferragosto in bikini, regia di Marino Girolami (1960)
- Walter e i suoi cugini, regia di Marino Girolami (1961)
- Scandali al mare, regia di Marino Girolami (1961)
- La ragazza sotto il lenzuolo, regia di Marino Girolami (1961)
- Bellezze sulla spiaggia, regia di Romolo Guerrieri (1961)
- Le magnifiche 7, regia di Marino Girolami (1961)
- Gli italiani e le donne, regia di Marino Girolami (1962)
- Il medico delle donne, regia di Marino Girolami (1962)
- Twist, lolite e vitelloni, regia di Marino Girolami (1962)
- Sexy al neon, regia di Ettore Fecchi (1962)
- L'assassino si chiama Pompeo, regia di Marino Girolami (1962)
- Siamo tutti pomicioni, regia di Marino Girolami (1963)
- Le motorizzate, regia di Marino Girolami (1963)
- La donna degli altri è sempre più bella (3 episodi), regia di Marino Girolami (1963)
- D'Artagnan contro i 3 moschettieri, regia di Fulvio Tului (1963)
- I magnifici Brutos del West, regia di Marino Girolami (1964)
- 40 ma non li dimostra, episodio di Le tardone,  regia di Marino Girolami (1964)
- La cornacchia, episodio di Umorismo in nero, regia di Giancarlo Zagni (1965)
- Veneri in collegio, regia di Marino Girolami (1966)
- Mano di velluto, regia di Ettore Fecchi (1966)
- Spiaggia libera, regia di Marino Girolami (1966)
- Django spara per primo, regia di Alberto De Martino (1966)
- Pochi dollari per Django, regia di León Klimovsky (1966)
- Ric e Gian alla conquista del West, regia di Osvaldo Civirani (1967)
- Granada, addio!, regia di Marino Girolami (1967)
- Rita, la figlia americana, regia di Piero Vivarelli (1967)
- 7 winchester per un massacro, regia di Enzo G. Castellari (1967)
- A Ghentar si muore facile, regia di León Klimovsky (1967)
- Vado... l'ammazzo e torno, regia di Enzo G. Castellari (1967)
- Gente d'onore, regia di Folco Lulli (1967)
- Per mille dollari al giorno, regia di Silvio Amadio (1968)
- Ad uno ad uno... spietatamente, regia di Rafael Romero Marchent (1968)
- Quella sporca storia nel West, regia di Enzo G. Castellari (1968)
- Il figlio di Django, regia di Osvaldo Civirani (1968)
- Il suo nome gridava vendetta, regia di Mario Caiano (1968)
- Il momento di uccidere, regia di Giuliano Carnimeo (1968)
- Uno scacco tutto matto, regia di Roberto Fizz (1968)
- T'ammazzo!... Raccomandati a Dio, regia di Osvaldo Civirani (1968)
- Anche nel West c'era una volta Dio, regia di Marino Girolami (1968)
- Ammazzali tutti e torna solo, regia di Enzo G. Castellari (1968)
- La vendetta è il mio perdono, regia di Roberto Mauri (1969)
- La battaglia d'Inghilterra, regia di Enzo G. Castellari (1969)
- Sono Sartana, il vostro becchino, regia di Giuliano Carnimeo (1969)
- La colomba non deve volare, regia di Sergio Garrone (1970)
- C'è Sartana... vendi la pistola e comprati la bara!, regia di Giuliano Carnimeo (1970)
- Le Mans - Scorciatoia per l'inferno, regia di Osvaldo Civirani (1970)
- Una nuvola di polvere... un grido di morte... arriva Sartana, regia di Giuliano Carnimeo (1970)
- Racconti di mare, regia di Nestore Ungaro (1970, mini serie TV)
- 7 cadaveri per Scotland Yard, regia di Josè Luis Madrid (1971)
- I segreti delle città più nude del mondo, regia di Luciano Martino (1971)
- Gli occhi freddi della paura, regia di Enzo G. Castellari (1971)
- Testa t'ammazzo, croce... sei morto - Mi chiamano Alleluja, regia di Giuliano Carnimeo (1971)
- ...dopo di che, uccide il maschio e lo divora (Marta), regia di José Antonio Nieves Conde (1971)
- Reverendo Colt, regia di León Klimovsky (1971)
- Il diavolo a sette facce, regia di Osvaldo Civirani (1971)
- I due della F. 1 alla corsa più pazza, pazza del mondo, regia di Osvaldo Civirani (1971)
- L'amante giovane (Nous ne vieillirons pas ensemble), regia di Maurice Pialat (1972)
- Uomo avvisato mezzo ammazzato... parola di Spirito Santo, regia di Giuliano Carnimeo (1972)
- Il West ti va stretto, amico... è arrivato Alleluja, regia di Giuliano Carnimeo (1972)
- Quel gran pezzo dell'Ubalda tutta nuda e tutta calda, regia di Mariano Laurenti (1972)
- Tedeum, regia di Enzo G. Castellari (1972)
- Fuori uno... sotto un altro, arriva il Passatore, regia di Giuliano Carnimeo (1973)
- Giovannona Coscialunga disonorata con onore, regia di Sergio Martino (1973)
- Lo chiamavano Tresette... giocava sempre col morto, regia di Giuliano Carnimeo (1973)
- La polizia incrimina, la legge assolve, regia di Enzo G. Castellari (1973)
- Tutti per uno botte per tutti, regia di Bruno Corbucci (1973)
- Di Tresette ce n'è uno, tutti gli altri son nessuno, regia di Giuliano Carnimeo (1974)
- Per amare Ofelia, regia di Flavio Mogherini (1974)
- La signora gioca bene a scopa?, regia di Giuliano Carnimeo (1974)
- L'insegnante, regia di Nando Cicero (1975)
- Carioca tigre, regia di Giuliano Carnimeo (1976)
- Le avventure e gli amori di Scaramouche, regia di Enzo G. Castellari (1976)
- Ultimo mondo cannibale, regia di Ruggero Deodato (1977)
- Il ginecologo della mutua, regia di Joe D'Amato (1977)
- Tentacoli, regia di Ovidio G. Assonitis (1977)
- L'ultimo sapore dell'aria, regia di Ruggero Deodato (1978)
- Il pavone nero, regia di Osvaldo Civirani (1978)
- Il porno shop della settima strada, regia di Joe D'Amato (1979)
- Il cacciatore di squali, regia di Enzo G. Castellari (1979)
- Il giorno del Cobra, regia di Enzo G. Castellari (1980)
- I cacciatori del cobra d'oro, regia di Antonio Margheriti (1982)
- Fuga dall'arcipelago maledetto, regia di Antonio Margheriti (1982)
- Giovani, belle... probabilmente ricche, regia di Michele Massimo Tarantini (1982)
- Thor il conquistatore, regia di Tonino Ricci (1983)
- I nuovi barbari, regia di Enzo G. Castellari (1983)
- Fuga dal Bronx, regia di Enzo G. Castellari (1983)
- Rush, regia di Tonino Ricci (1983)
- Tornado, regia di Antonio Margheriti (1983)
- I predatori di Atlantide, regia di Ruggero Deodato (1983)
- Tuareg - Il guerriero del deserto, regia di Enzo G. Castellari (1984)
- Arcobaleno selvaggio, regia di Antonio Margheriti (1984)
- Colpi di luce, regia di Enzo G. Castellari (1985)
- Meglio baciare un cobra, regia di Massimo Pirri (1986)
- I giorni dell'inferno, regia di Tonino Ricci (1986)
- Striker, regia di Enzo G. Castellari (1987)
- La notte degli squali, regia di Tonino Ricci (1988)
- Il triangolo della paura, regia di Antonio Margheriti (1988)
- Angel Hill - L'ultima missione, regia di Ignazio Dolce (1988)
- Colli di cuoio, regia di Ignazio Dolce (1989)
- Sinbad of the Seven Seas, regia di Enzo G. Castellari (1989)
- Alien degli abissi, regia di Antonio Margheriti (1989)
- L'ultimo volo all'inferno, regia di Ignazio Dolce (1990)
- Buck ai confini del cielo, regia di Tonino Ricci (1991)
- Buck e il braccialetto magico. regia di Tonino Ricci (1999)